# A. S. Kiran Kumar

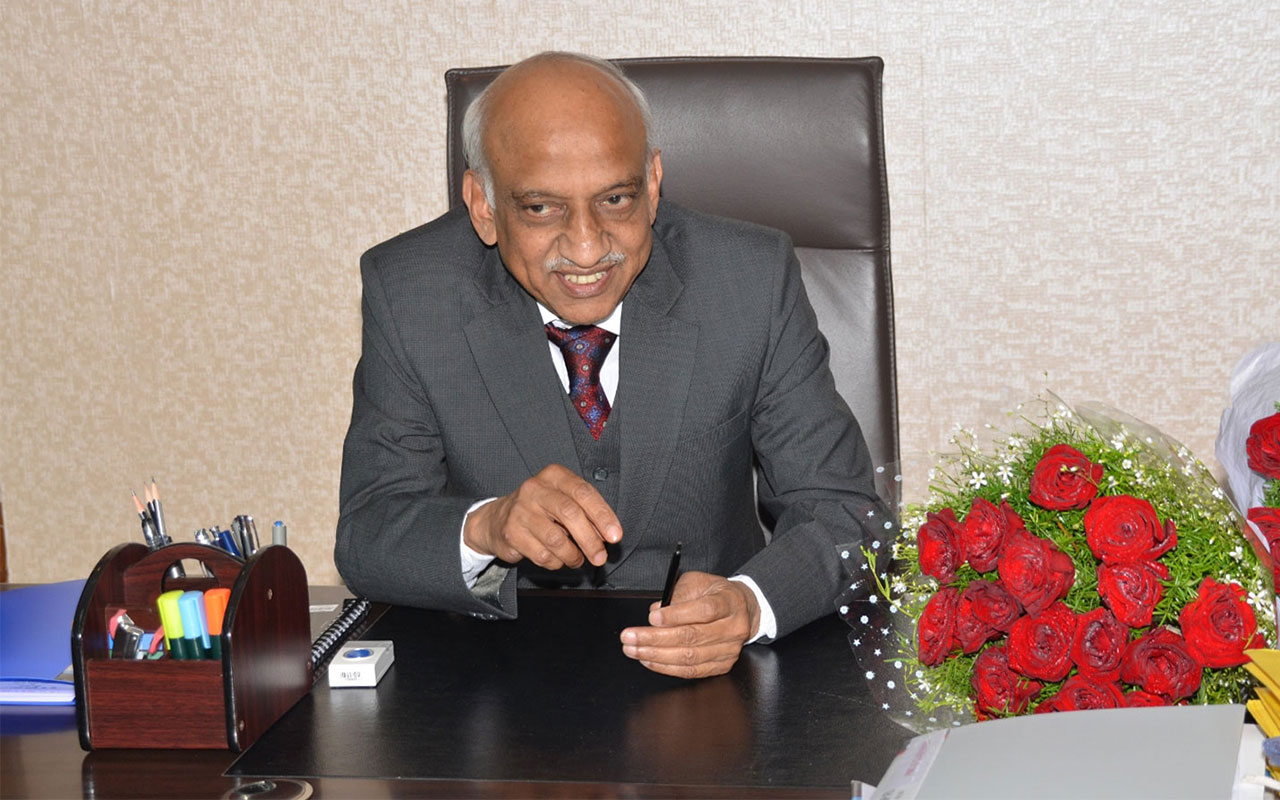
A. S. Kiran Kumar

Aluru Seelin Kiran Kumar (* 22. Oktober 1952 in Hassan, Karnataka) ist ein indischer Weltraumwissenschaftler. Er ist seit dem 14. Januar 2015 Vorsitzender der Indian Space Research Organisation und verantwortlich für die Entwicklung wissenschaftlicher Schlüsselinstrumente an den Raumfahrzeugen Chandrayaan-1 und Mangalyaan.
Kiran Kumar war zuvor Direktor des Ahmedabad Space Applications Centre.

## Leben
Kiran Kumar Aluru Seelin wurde im Jahr 1952 in einer Lingayat-Familie im Hassan-Distrikt (im indischen Bundesstaat Karnataka) geboren. 1971 graduierte er im Fach Physik am National College of Bangalore University mit einem B.Sc.(Hons). Anschließend erhielt er an der gleichen Universität 1973 einen M.Sc. in Elektrotechnik. Daraufhin ging er ans Indian Institute of Science in Bangalore, wo er 1975 einen M.Tech. in Physikalischer Ingenieurwissenschaft erhielt.
Kiran Kumar begann seine Karriere beim Space Applications Centre in Ahmedabad im Jahr 1975, wo er an „Space borne Electro-optical imaging instruments“ arbeitete. Er blieb seitdem an der Institution und ist seit April 2012 Direktor der elektro-optischen System-Gruppe. Er hat die Indian Space Research Organisation bei vielen internationalen Foren repräsentiert, z. B. bei der World Meteorological Organisation und der gemeinsamen Indien-US-Arbeitsgruppe für zivile Weltraum-Kooperation. Zudem ist er Vorsitzender (CEO) des ISRO-Komitees für die Überwachung der Erde durch Satelliten.

## Auszeichnungen
- 2014: Padma Shri, Indiens vierthöchste zivile Auszeichnung, für seine Beiträge zu Technologie und Wissenschaft.[1]
- 2015:  Ehrendoktor des SRM Institute of Science and Technology, Chennai